# Ячко
Ячко або Якса (*д/н —1176) — останній князь стодорян і спревян у 1150—1157 роках.

## Життєпис
Походив з роду князів полабського племені спрев'ян. Водночас був племінником Прібіслава-Генріха (можливо, за материнською лінією). Народився у Кепеніку (Копаниці), нинішній район Берліна. Тому іноді його називають князь Ячко з Копаниці.
У 1150 після смерті Прібіслава-Генріха, князя стодорян, згідно заповіту останнього владу мав унаслідувати Альбрехт I, маркграф Північної марки. Проти цього спалахнуло повстання, після чого стодорянська знать запросила на князювання Ячко.
В боротьбі проти сакських загарбників Ячко отримав допомогу від Мешко III, верховного князя Польщі. Також на допомогу стодорян прийшли загони польських місцевих князів. У 1151 році після короткочасної облоги Ячко захопив Бранібор. Цей успіх спричинив загальне повстання лютичів, насамперед велетів.
В подальшому Ячко активно звільнював землі слов'ян від християнських лицарів та колоністів. У 1153 році завдав поразки Альбрехту I у битві при Кепеніку. Після цього до 1156 року повністю оволодів землями до Одеру. У 1155 році Ячко переміг німецький загін на чолі з наближеним маркграфа Альбрехта I — графом Конрадом Плоцковським, що потрапив в засідку і був знищений. Під час свого панування князь Ячко став карбувати монети.
У 1157 році, отримавши значну підтримку від імператора Фрідриха I Барбаросси, Альбрехт I Асканій разом з Віхманом, архієпископом Магдебурга, зумів перемогти Ячко й захопити Бранібор. Втім стодоряни розпочали партизанську війну. У серпні того ж року об'єднані сили стодорян, спрев'ян та поляків зазнали нищівної поразки у битві при Кепеніку, в результаті чого визнали владу Священної Римської імперії. Також він вимушений був дати свого сина у заручники.
У 1162 році Ячко здійснив прощу до Палестини, відвідавши Єрусалим. У 1168 році склав заповіт, за яким спадкоємцями Кепеніку ставали поморянський князь Казимир I та Богуслав I. У середині 1160-х років перебирається до Краківського князівства, де в 1167—1168 роках брав участь у змові проти Болеслава IV. Помер князь Ячко у лютому 1176 року в місті Мехуві.